# Lijst van voormalige kampioenschappen in WWE
In het professioneel worstelen, de kampioenschappen worden gestreden in verhaallijnen door worstelaar(ster)s. World Wrestling Entertainment (WWE) is een gevestigde sport entertainment bedrijf dat zich hoofdzakelijk gericht is op professionele worstelen. De promotie werd opgericht in 1952 als het Capitol Wrestling Corporation (CWC). In de 50-jarige geschiedenis, zijn er meer dan twintig verschillende unieke kampioenschappen georganiseerd. Deze titels bestond uit afgesplitste, bijzondere bepalingen, en het gewichtsklasse kampioenschappen. Tot nu toe zijn er negentien kampioenschappen gepensioneerd en sommige titels werden vervangen of geünificeerd. De eerste gepensioneerde kampioenschap was in 1967 met het WWWF United States Tag Team Championship (opgericht in 1953), terwijl de meest recente was het WWE Women's Championship (opgericht in 1956) in augustus 2010.

## Gepensioneerde kampioenschappen
| #  | Kampioenschap                                   | Datum begin       | Eerste kampioen(e(n))                     | Datum einde       | Laatste kampioen(e(n))                            | Aantekeningen |
| -- | ----------------------------------------------- | ----------------- | ----------------------------------------- | ----------------- | ------------------------------------------------- | --- |
| 1  | WWWF United States Tag Team Championship        | Februari 1958     | Don Curtis en Mark Lewin                  | Januari 1967      | Spiros Arion en Bruno Sammartino                  | De titel werd opgeborgen zonder een formele aankondiging.                                                                                            |
| 2  | WWWF United States Championship                 | April 1963        | Pedro Morales                             | Februari 1976     | Bobo Brazil                                       | De titel werd opgeborgen zonder een formele aankondiging.                                                                                            |
| 3  | WWF North American Heavyweight Championship     | 10 maart 1979     | Million Dollar Man                        | 20 maart 1981     | Seiji Sakaguchi                                   | De titel werd opgeborgen zonder een formele aankondiging.                                                                                            |
| 4  | WWF International Heavyweight Championship      | 1959              | Antonino Rocca                            | July 23, 1984     | Akira Maeda                                       | De titel werd opgeborgen zonder een formele aankondiging.                                                                                            |
| 5  | WWF Junior Heavyweight Championship             | Mei 1967          | Johnny De Fazio                           | 31 oktober 1985   | The Cobra                                         | De titel werd opgeborgen nadat NJPW en WWF hun partnership hebben beëindigd.                                                                         |
| 6  | WWF International Tag Team Championship         | Juni 1969         | Rising Suns (Toru Tanaka en Mitsu Arakwa) | 31 oktober 1985   | Tatsumi Fujinami en Kengo Kimura                  | De titel werd opgeborgen nadat NJPW en WWF hun partnership hebben beëindigd.                                                                         |
| 7  | WWF Canadian Championship                       | 18 augustus 1985  | Dino Bravo                                | 22 januari 1986   | Dino Bravo                                        | Bravo was de enige kampioen met als resultaat dat de WWF de titel heeft opgeborgen zonder een formele aankondiging.                                  |
| 8  | WWF Women's Tag Team Championship               | 1970              | Velvet McIntyre en Princess Victoria      | Augustus 1989     | The Glamour Girls (Leilani Kai en Judy Martin)    | De titel werd opgeborgen door de WWF zonder een formele aankondiging.                                                                                |
| 9  | WWF World Martial Arts Heavyweight Championship | 18 december 1978  | Antonio Inoki                             | September 1989    | The Great Muta                                    | De titel werd opgeborgen nadat NJPW en WWF hun partnership hebben beëindigd.                                                                         |
| 10 | WWF Intercontinental Tag Team Championship      | 13 juli 1991      | Perro Aguayo en Gran Hamada               | Oktober 1991      | Perro Aguayo en Gran Hamada                       | Aguayo en Hamada waren de enige kampioenen met als resultaat dat de WWF de titel heeft opgeborgen zonder een formele aankondiging.                   |
| 11 | WCW World Tag Team Championship                 | 23 maart 2001     | Sean O'Haire en Chuck Palumbo             | 18 november 2001  | Dudley Boyz (Bubba Ray en D-Von Dudley)           | De titel werd opgeborgen nadat de titel unificeerde met de WWF Tag Team Championship.                                                                |
| 12 | WWF Light Heavyweight Championship              | 7 december 1997   | Taka Michinoku                            | 30 november 2001  | X-Pac                                             | De titel werd vervangen met de WCW Cruiserweight Championship zonder een formele aankondiging.                                                       |
| 13 | WCW World Heavyweight Championship              | 23 maart 2001     | Booker T                                  | 9 december 2001   | Chris Jericho                                     | De titel werd opgeborgen nadat de titel unificeerde met de WWF Championship.                                                                         |
| 14 | WWE European Championship                       | 26 februari 1997  | The British Bulldog                       | 22 juli 2002      | Rob Van Dam                                       | De titel werd opgeborgen nadat de titel unificeerde met het WWE Intercontinental Championship.                                                       |
| 15 | WWE Hardcore Championship                       | 2 november 1998   | Mankind                                   | 26 augustus 2002  | Rob Van Dam                                       | De titel werd opgeborgen nadat de titel unificeerde met het WWE Intercontinental Championship.                                                       |
| 16 | WWE Cruiserweight Championship                  | 23 maart 2001     | Shane Helms                               | 4 maart 2008      | Hornswoggle                                       | De titel werd opgeborgen door WWE zonder een formele aankondiging.                                                                                   |
| 17 | ECW World Heavyweight Championship              | 13 juni 2006      | Rob Van Dam                               | 16 februari 2010  | Ezekiel Jackson                                   | De titel werd opgeborgen vanwege de laatste aflevering van ECW en het begin van de WWE's ECW brand.                                                  |
| 18 | World Tag Team Championship                     | 3 juni 1971       | Luke Graham en Tarzan Tyler               | 16 augustus 2010  | The Hart Dynasty (David Hart Smith en Tyson Kidd) | De titel werd teruggetrokken ten gunste van het WWE Tag Team Championship na de consolidatie van de eenmaking van beide titels vanaf april 2010.     |
| 19 | WWE Women's Championship                        | 18 september 1956 | The Fabulous Moolah                       | 19 september 2010 | Layla                                             | De titel werd teruggetrokken ten gunste van het WWE Divas Championship na de consolidatie van de eenmaking van beide titels vanaf 19 september 2010. |
| 20 | Million Dollar Championship                     | 15 februari 1989  | Million Dollar Man                        | 15 november 2010  | Ted DiBiase                                       | Million Dollar Man creëerde de titel, hoewel het nooit werd erkend door WWF/WWE.                                                                     |